# På vårt sätt (album av Miio)
På vårt sätt är ett coveralbum från 2003 av popgruppen Miio, bestående av svenskspråkiga pophits, många inom genren svensk pop. På den svenska albumlistan placerade sig albumet som högst på 15:e plats.

## Låtlista
1. "Hänger utanför din dörr" (Miio feat. Nico) - 3:37
2. "När vi två blir en" (Miio feat. Daddy Boastin') - 3:23
3. "Vara vänner" - 3:57
4. "Kom och värm dig" (Miio feat. Nico) - 3:25
5. "Vi ska gömma oss i varandra" - 3:33
6. "Fantasi" (Miio feat. Ayo) - 3:02
7. "Ska vi gå hem till dig" (Miio feat. Ayo) - 3:19
8. "Precis som du" - 4:07
9. "Regn hos mig" - 3:07
10. "Det hjärta som brinner" - 3:52
11. "När alla vännerna gått hem" - 3:34

## Listplaceringar
| Lista (2003-2004) | Topplacering |
| ----------------- | ------------ |
| Sverige           | 15           |